# 阿尔韦里特德圣胡安
阿尔韦里特德圣胡安，是西班牙阿拉贡自治区萨拉戈萨省的一个市镇。 总面积11平方公里，总人口95人（2001年），人口密度9人/平方公里。